# Acceso múltiple por división de tiempo
El acceso múltiple por división de tiempo (Time Division Multiple Access o TDMA) es una técnica que permite la transmisión de señales digitales y cuya idea consiste en ocupar un canal (normalmente de gran capacidad) de transmisión a partir de distintas fuentes, de esta manera se logra un mejor aprovechamiento del medio de transmisión. El Acceso múltiple por división de tiempo (TDMA) es una de las técnicas de TDM más difundidas.
TDMA es un método de multiplexación que permite una gran cantidad de transmisión de datos debido a la gran cantidad ancho de banda disponible durante el intervalo de tiempo asignado. 

## Multiplexación por división de tiempo
La multiplexación por división de tiempo (MDT o TDM, del inglés Time Division Multiplexing), es el tipo de multiplexación más utilizado en la actualidad, especialmente en los sistemas de transmisión digitales. En ella, el ancho de banda total del medio de transmisión es asignado a cada canal durante una fracción del tiempo total (intervalo de tiempo).
En la figura 1 siguiente se representa, esquematizada de forma muy simple, un conjunto multiplexor-demultiplexor para ilustrar como se realiza la multiplexación-desmultiplexación por división de tiempo.
Figura 1.- Conjunto multiplexor-demultiplexor por división de tiempo
En este circuito, las entradas de seis canales llegan a los denominados interruptores de canal, los cuales se cierran de forma secuencial, controlados por una señal de reloj, de manera que cada canal es conectado al medio de transmisión durante un tiempo determinado por la duración de los impulsos de reloj.
En el extremo distante, el desmultiplexor realiza la función inversa, esto es, conecta el medio de transmisión, secuencialmente, con la salida de cada uno de los seis canales mediante interruptores controlados por el reloj del demultiplexor. Este reloj del extremo receptor funciona de forma sincronizada con el del multiplexor del extremo emisor mediante señales de temporización que son transmitidas a través del propio medio de transmisión o por un camino.

## Acceso múltiple por división de tiempo
El Acceso múltiple por división de tiempo (Time Division Multiple Access o TDMA, del inglés) es una técnica de multiplexación que distribuye las unidades de información en ranuras (slots) alternas de tiempo, proveyendo acceso múltiple a un reducido número de frecuencias.
También se podría decir que es un proceso digital que se puede aplicar cuando la capacidad de la tasa de datos de la transmisión es mayor que la tasa de datos necesaria requerida por los dispositivos emisores y receptores. En este caso, múltiples transmisiones pueden ocupar un único enlace subdividiéndole y entrelazándose las porciones.
Esta técnica de multiplexación se emplea en infinidad de protocolos, sola o en combinación de otras, pero en lenguaje popular el término suele referirse al estándar D-AMPS de telefonía celular empleado en América. 
La forma más simple de TDM/TDMA es el TDMA de asignación fija. Como su nombre lo indica, los M slots que conforman cada cuadro se preasignan a una fuente de señal a largo plazo. La operación de multiplexación consiste en proveer a cada fuente con una oportunidad de ocupar uno o más slots. La operación de demultiplexación consiste en recuperar la señal a partir del o los slots en los que se encuentra y entregar la data al lugar correspondiente.
TDM de asignación fija es conveniente utilizarlo cuando los requisitos de las fuentes son predecibles, y el tráfico es muy pesado, porque en este caso, los espacios de tiempo están casi siempre llenos. Porque cuando esto no es así, TDM no es la mejor forma de utilizar el espectro. Si el dueño del slot no está enviando data durante un espacio determinado, el slot estaría siendo desperdiciado. 
TDMA es inherentemente superior a FDMA en el sentido de que el retraso promedio de cada paquete usando TDMA es menor que usando FDMA. 

### Uso en telefonía móvil
Mediante el uso de TDMA se divide un único canal de frecuencia de radio en varias ranuras de tiempo (seis en D-AMPS y PCS, ocho en GSM). A cada persona que hace una llamada se le asigna una ranura de tiempo específica para la transmisión, lo que hace posible que varios usuarios utilicen un mismo canal simultáneamente sin interferir entre sí.
Existen varios estándares digitales basados en TDMA, tal como TDMA D-AMPS (Digital-Advanced Mobile Phone System), TDMA D-AMPS-1900, PCS-1900 (Personal Communication Services), GSM (Global System for Mobile Communication, en el que se emplea junto con saltos en frecuencia o  frequency hopping ), DCS-1800 (Digital Communications System) y PDC (Personal Digital Cellular).

## Características
- Se utiliza con modulaciones digitales.
- Tecnología simple y muy probada e implementada.
- Adecuada para la conmutación de paquetes.
- Requiere una sincronización estricta entre emisor y receptor.
- Requiere el Time advance.